# District de Kasama
Le district de Kasama est un district de Zambie, situé dans la Province Septentrionale. Sa capitale se situe à Kasama. Selon le recensement zambien de 2000, le district a une population de 170 929 personnes.